# Le Goût des jeunes filles (roman)
 (novembre 2019).
Cet article concerne le roman. Pour le film, voir Le Goût des jeunes filles.
Le Goût des jeunes filles est un roman de Dany Laferrière écrit et publié en 1992. 
L'histoire se déroule à Port-au-Prince en Haïti, à la fin du mois d'avril 1971. Fanfan, l'alter égo fictionnel de l'auteur est un adolescent vivant de l'autre côté de la rue, en face de la maison de Miki toujours pleine de jeunes filles. C'est dans un contexte de misère ambiante et d'insécurité socio-politique forte, où François Duvalier est à la tête du pays, que notre héros va se réfugier en face, pensant être traqué par les tontons macoutes.

## Contexte historique
Nous sommes en Haïti, en 1968. Onze ans plus tôt, en 1957, François Duvalier, surnommé « Papa Doc » est élu à la tête du pays. Il assoit son pouvoir grâce au système de la délation. Par ailleurs, sa milice alimente la terreur : les Tontons Macoutes forment un véritable escadron de la mort. Duvalier met en place un culte de la personnalité. En 1964, il substitue au drapeau haïtien hérité de la colonisation un drapeau bicolore noir et rouge « Je ne suis ni le bleu, ni le rouge de notre bicolore, mais le drapeau haïtien, uni et Indivisible. » clame-t-il. Il s’autoproclame président à vie en 1967, et meurt en 1971 de maladie après avoir désigné comme héritier son fils Jean-Claude Duvalier. Surnommé « Baby Doc », il perpétue le climat de violence et d’insécurité en Haïti poussant de nombreux Haïtiens à s’exiler aux États-Unis ou au Canada principalement.

## Résumé

### Particularité
Le livre est écrit à la manière d’un scénario. Il y a un générique avec présentation des personnages, une voix off, et une coda concluante de l’œuvre. Celle-ci n’est pas sectionnée en chapitres comme le sont habituellement les romans, mais en scènes, comme dans une pièce de théâtre. « Week-end à Port-au-Prince Un film écrit, scénarisé et réalisé par Dany Laferrière » ainsi commence l’ouvrage.
C’est à la suite d’un incident impliquant un tonton macoute que Fanfan et Gégé se cachent, de peur des représailles. Finalement, Fanfan va trouver refuge chez sa voisine d’en face, Miki, véritable quartier général de sa bande de copines. Dans ce harem de jeunes filles en fleur, l’envie de connaître davantage l’univers féminin et la peur de se faire arrêter par les tontons macoutes vont le pousser à y séjourner jusqu’à la fin de la semaine. Mortes d’inquiétudes, sa mère et ses tantes sont à sa recherche tout le long de l’intrigue. Tout compte fait, Fanfan s’apercevra que l’incident avec les marsouins n’était en fait qu’une simple blague orchestrée par son ami Gégé. Il finit par rentrer chez lui, hébété. 

## Personnages
Les filles
- Choupette, dix-huit ans
- Marie-Erna, dix-huit ans
- Marie-Flore, quinze ans
- Marie-Michèle, dix-sept ans
- Miki, vingt ans
- Pascaline, dix-sept ans

Les garçons
- Gégé, quinze ans
- Fanfan, quinze ans

Les femmes
- Marie (sa mère)
- Tante Raymonde
- Tante Ninine
- Tante Gilberte
- Tante Renée

Les hommes
- Papa
- Frank

## Éditions
- Le Goût des jeunes filles[4], VLB, 1992, 206 p.  (ISBN 2-89005-523-X).
- Le Goût des jeunes filles[5], Grasset, 2005, 400 p.  (ISBN 2-246-68661-X).
- Le Goût des jeunes filles[6], Folio Gallimard, 2007, 400 p.  (ISBN 9782070320936).
- Le Goût des jeunes filles[3], Zulma, 2017, 384 p.  (ISBN 978-2-84304-807-4).

## Adaptation
Ce roman a été adapté au cinéma par John L'Ecuyer en 2004.